# Comitancillo
Comitancillo ist ein Ort und ein Municipio im Departamento San Marcos in Guatemala. Der Ort liegt rund 300 km nordwestlich von Guatemala-Stadt und knapp 30 km nördlich der Departaments-Hauptstadt San Marcos im Hochland der Sierra Madre auf 2280 Metern Höhe.
Comitancillo ist von der Departamentshauptstadt San Marcos aus über eine Landstraße zu erreichen, von der wenige Kilometer nach dem Ort La Grandeza eine Nebenstrecke in östlicher Richtung nach San Lorenzo abzweigt und von dort weiter in den Norden nach Comitancillo führt. Von der Nationalstraße 1 aus, die Quetzaltenango mit San Marcos verbindet, gibt es eine kürzere Direktverbindung nach San Lorenzo und weiter nach Comitancillo, die jedoch noch nicht vollständig asphaltiert ist.
In dem 113 km² großen Municipio Comitancillo leben rund 60.000 Menschen, davon der weit überwiegende Teil in kleinen ländlichen Siedlungen. Subsistenzwirtschaft ist die Regel. Neben dem Hauptort besteht das Municipio aus den Landgemeinden (Aldeas) Chamaque, Chipel, Chixal, El Porvenir, Piedra de Fuego, Río Hondo, Sabalique, San Isidro, San Luis, Santa Teresa, Taltimiche, Tuichilupe, Tuilelen, Tuimuj und Tuixoquel mit insgesamt rund 60 Weilern. Die Maya-Ruine Chipel erinnert an das kulturelle Erbe der hier lebenden Mam.
Angrenzende Municipios sind San Miguel Ixtahuacán im Norden, Sipacapa im Nordosten, Cabricán (Departamento Quetzaltenango) und Río Blanco im Osten, San Lorenzo im Süden, San Marcos im Südwesten und Tejutla im Westen und Nordwesten.